# Keep on Rising
Singles de Ian Carey featuring Michelle Shellers
Lose Control
(2006) Love Won't Wait
(2007)
Keep on Rising est une chanson du DJ américain Ian Carey, avec la chanteuse Michelle Shellers. Sortie en février 2008, la chanson a été écrite par Ian Carey et Jason Papillon, et produite par Ian Carey.

## Liste des pistes
1. Keep on Rising (Vocal Dub Mix) 5:19
2. Keep on Rising (Vocal Mix) 5:37
3. Keep on Rising (Rocco & Bass-T Bootleg Radio Mix) 3:35
4. Keep on Rising (Remady "P&R" Remix) 5:45
5. Keep on Rising (Nicky Romero Remix) 4:20
6. Keep on Rising (Michael Mind Remix) 4:18

## Classement par pays
| Classement (2011)             | Meilleure Position |
| ----------------------------- | ------------------ |
| Bulgarie Hot 100              | 30                 |
| Italie                        | 31                 |
| Pays-Bas (Nederlandse Top 40) | 16                 |